# Kiteboat

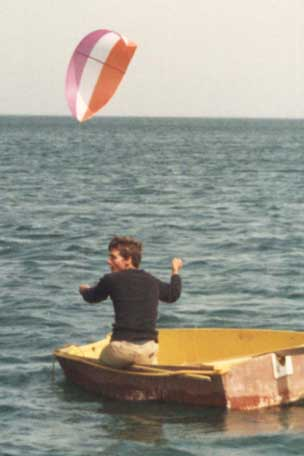
1984 : Premier test d'un C-kite par les frères Legaignoux sur une annexe de voilier

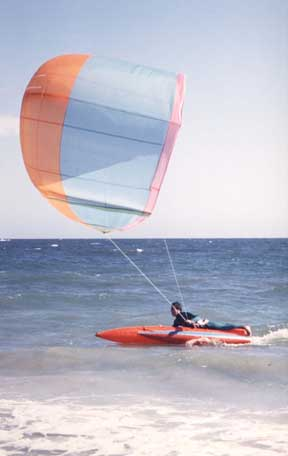
1990. Un prototype d'engin gonflable des frères Legaignoux destiné à un usage grand public

Un kiteboat est un bateau principalement tracté par un cerf-volant, qu'il soit conçu pour, modifié ou de série.
Malgré l'existence de nombreux prototypes utilisant des cerfs-volants pilotés manuellement, ou automatiquement et de quelques supports commercialisés ou en voie de commercialisation, le kiteboat reste une pratique en développement.
En 2025 la société française XTRAMARINE a commercialisé la version kite boat de X-FUN, le catamaran pneumatique électrique.

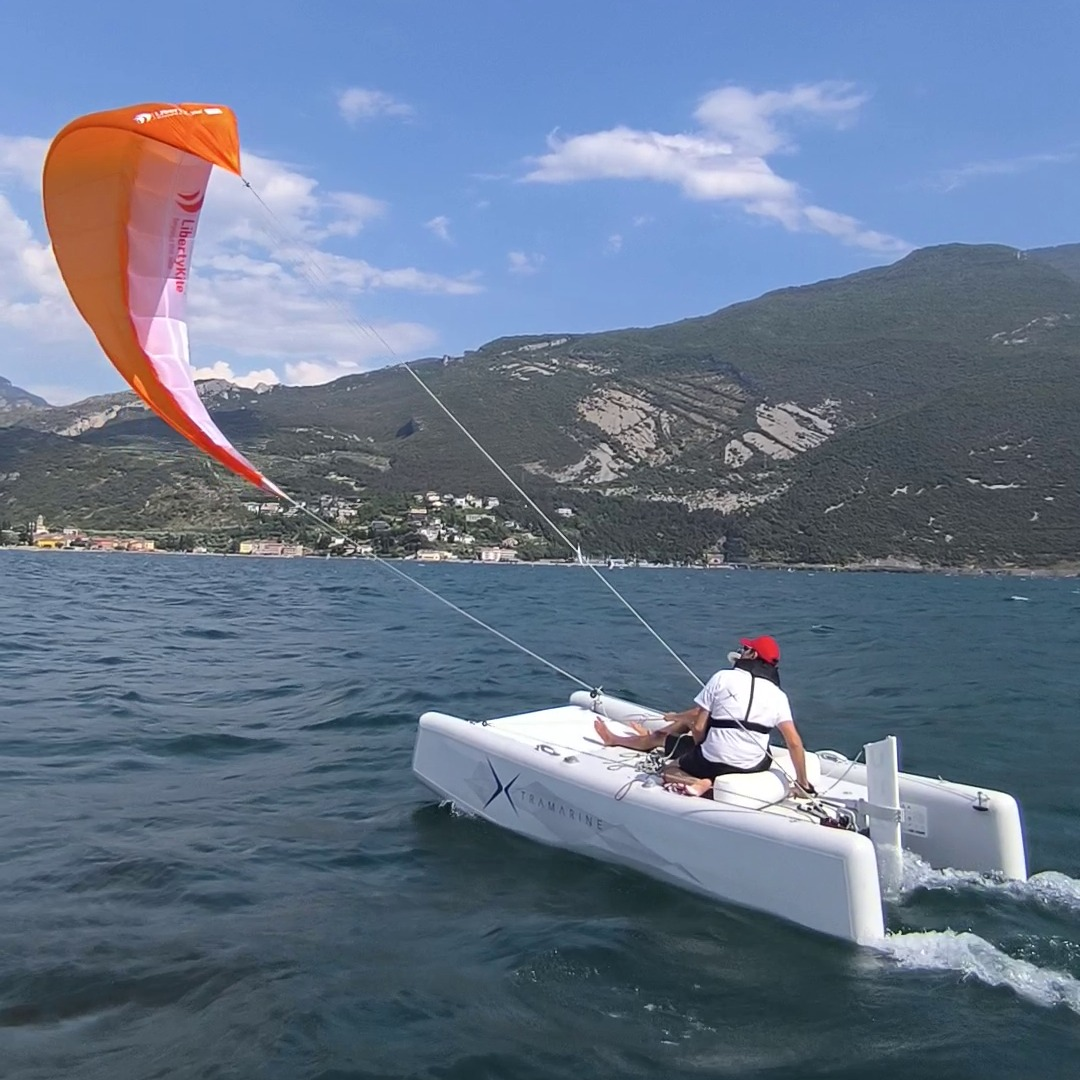
XTRAMARINE X-FUN electric inflatable catamaran configured as kiteboat

## Histoire

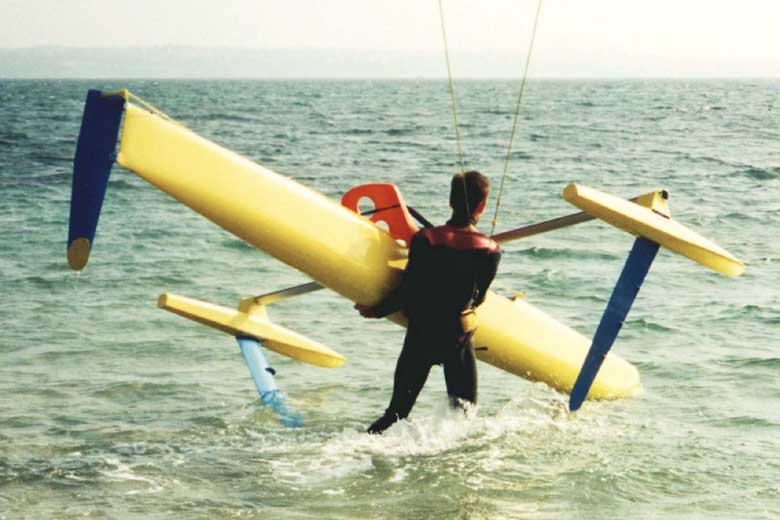
1995. Trimaran à foils en V des frères Legaignoux

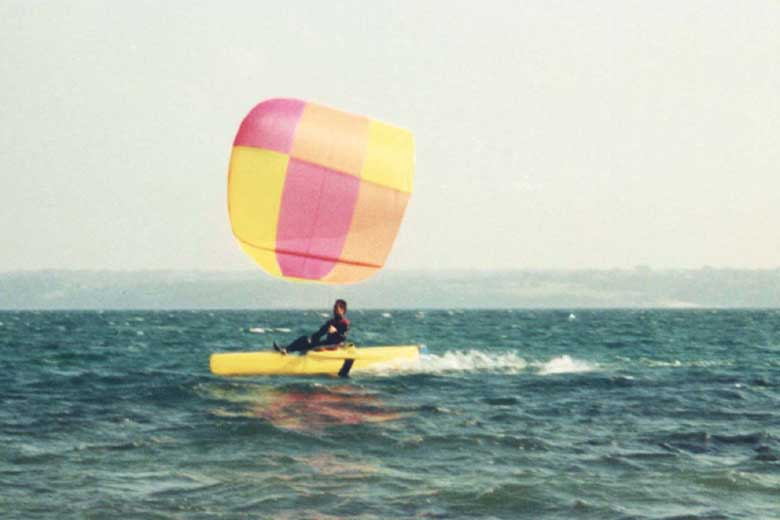
Le trimaran sur ses foils (frères Legaignoux).

Il y a 1 000 ans, les hawaïens utilisaient des cerfs-volants pour tirer des canoës entre les îles, avant les premiers contacts avec les européens. Marco Polo témoigne d'habitants des îles Samoa utilisant les kites.
En 1828, Georges Pocock qui a déjà breveté le char-volant rapporte avoir pris part à une régate contre d'autres voiliers à Bristol.
En 1903, Samuel Cody réalise la première navigation (traversée de la Manche) avec une barque tractée par un cerf-volant de son invention.
En 1956, John Morwood montre qu'il est théoriquement possible de remonter au vent avec un bateau tiré par cerf-volant,.
En 1975, Gordon Gillet en apporte la preuve dans la baie de Biscayne, en Floride, sur une coque de Sunfish tirée par un train de 6 cerfs-volants delta totalisant une surface d'environ 17m2. Un article dans Popular Science paraît.
Il faudra attendre 1980 pour voir le concept popularisé mais dans un registre très différent, celui du cerf-volant de secours. Cette année-là, Arnaud de Rosnay utilise le cerf-volant (de type parafoil) pour tracter son embarcation de nuit lors d'une navigation en planche à voile dans le Pacifique. À son retour de la traversée, il dépose un brevet concernant un kit de secours en mer contenant un cerf-volant et un ensemble d'éléments de signalisation. Le brevet n'est pas exploité commercialement.
Dans les années 1980, le cerf-volant de traction connaît un engouement croissant sur terre et sur l'eau. Les ailes souples développées par Domina Jalbert pour la NASA sont utilisées par les cerfs-volistes pour la pratique sportive. Durant cette période, quelques prototypes font leur apparition à la semaine de vitesse de Brest. On retiendra notamment :
- 1982 : Ian Day sur Jacob's Ladder (Tornado tracté par un train de cerfs-volants Flexifoil[15]) bat le record de vitesse en classe C avec 25 nœuds (46 km/h)[16],[8],[17]
- 1990 : Gilles et Loic Durand sur O-PAF battent le record de vitesse en classe C avec 27 nœuds[18],[19]

Dans ces années là, Peter Lynn met au point son premier kiteboat de série, un petit tripode monoplace. La commercialisation est un échec et Peter Lynn remplace les flotteurs par des roues. Le char à cerf-volant est né. Il connaît un succès important. Au Canada, dans le nord de l'Europe ou encore en Russie, les roues sont remplacées par des patins pour que l'engin soit adapté pour la glace.
En 1993, Richard Wallace teste un pilote automatique d'aile captive (un planeur Ventus C) depuis à char à cerf-volant, afin de limiter la fatigue du pilote pour son projet de kiteboat.
En 1995, le kiteboat connaît une étape importante avec la traversée de l'Atlantique par Nicole van de Kerchove. Partie des îles Canaries sur un Jod24, elle atteindra la Guadeloupe 28 jours plus tard, n'utilisant que des cerfs-volants mono-ligne pour se propulser dans la direction du vent. Son objectif était de démontrer l'intérêt du cerf-volant pour l'assistance de bateau en situation de détresse.
Depuis que cette pionnière a ouvert un nouveau sillage, de nouvelles navigations ont vu le jour, notamment :
- 2006 : Traversée de l'Atlantique Nord de New-York à Ouessant par Anne Quéméré[21],[22] avec une aile de traction de série pilotée manuellement.
- 2010 : Traversée de l'Atlantique d'un catamaran à moteur de série sans moteur des Canaries à la Guadeloupe par Vincent Leblond et Jean-Marc Meunier.
- 2011 : Traversée du Pacifique par Anne Quéméré avec une aile de traction de série pilotée manuellement.
- 2018 : Traversée de l'Atlantique par Germain Belz[23]
- 2021: Record de la traversée de l'Atlantique en 20 jours par Francisco Lufinha sur un Diam24 modifié[24]

Le cerf-volant de secours cher à Nicole van de Kerchove a fait une timide apparition. On retiendra le sauvetage d'Anne Quéméré en 2008 lors de sa première tentative de traversée du Pacifique, ou encore la performance de Christophe Lemur en 2009 dans la course transatlantique à la rame Bouvet-Guyane : privé de safran, il finit les 1 500 derniers milles de sa traversée tracté par un cerf-volant de 2 m2 avec un vol continu de 15 jours pour ce cerf-volant.
Le kiteboat se développe également sous la forme d'un voilier léger pour des navigations côtières, avec par exemple la commercialisation du Kitetender en 2014.
En France en 2013, la gestion des sports connexes au cerf-volant est délégué par le ministère de la Jeunesse et des Sports à la Fédération française de vol libre, qui a participé au développement du catakite (qui permet à des personnes à mobilité réduite d’accéder à la pratique du kite grâce à des embarcations de type catamaran).
Mais depuis 2017, le kiteboard (glisse aérotractée nautique) a été délégué à la Fédération Française de Voile,, sans que le statut des kiteboats ne soit clairement tranché. Le kiteboat fait cependant son apparition officielle dans les textes liés à la formation d'éducateur sportif (BPJEPS) mention glisses aérotractées et disciplines associées,. Une fédération dédiée au kiteboat est alors créée en 2020.
En 2024, l'équipe Suisse "SP80" qui vise le record du monde de vitesse à la voile établit le nouveau record kiteboat en passant la barre des 40kt.

## Comparaisons

### Avantages par rapport à la voile
- Application de la traction de la voile en un point où elle minimise ou annule la gite, ce qui permet de supprimer la quille et de gagner du poids ou réduire le tirant d'eau.
- Possibilité de capter le vent plus haut, où il est mieux établi et plus fort qu'à la surface.
- Économie lié à la suppression ou réduction du mât.
- Possibilité grâce aux mouvements de l'aile de balayer une surface plus grande qu'une voile et ainsi d'avoir une puissance supérieure pour une même surface de voilure.
- Au vent arrière, un écoulement laminaire peut-être obtenu sur l'aile grâce au vol dynamique[34].
- Portance apportée par le cerf-volant permettant de réduire la trainée de la coque.
- Possibilité momentanée d'avoir un surcroit de puissance grâce au vol dynamique, pratique si le vent baisse ou pour passer, soit au planning soit sur foils.
- Réduction du couple à piquer susceptible de faire enfourner le bateau dans les vagues[35].
- Meilleur champ de vision

### Inconvénients par rapport à la voile
- Risque de chute du cerf-volant.
- Besoin de stabiliser le cerf-volant (pilotage manuel permanent, coût de l'électronique, ou stabilisation passive entrainant une diminution de la performance).
- Risque de perte de contrôle de l'aile en cas de décrochage, ou de fermeture de l'aile.
- Difficulté à déployer/replier la voilure.
- Force de traction variable lors du vol en dynamique pouvant entraîner une variation dans les efforts sur la barre, pouvant surprendre le barreur[36].
- Difficulté pour virer de bord[19].
- Force aérodynamique évoluant dans les trois directions et avec des pics très considérables en vol dynamique.
- Disparition de l'amortissement en roulis lié à la voile

### Avantages par rapport au kitesurf[37],[38],[36]
- Possibilité de naviguer à plusieurs.
- Accès aux personnes handicapées[39],[40], ou moins sportives.
- Voiliers habitables ouvrant la porte à des navigations océaniques.

### Inconvénients par rapport au kitesurf
- Difficulté de la navigation en solitaire (pilotage navire + aile)
- Besoin d'un moyen de propulsion auxiliaire ou d'une ancre flottante pour replacer/orienter le bateau dans le cas d'un décollage de l'aile depuis l'eau.

## Brevets
- Chul[Quoi ?]
- SkySails[41]
- Omégasails[42], WO 2007/080257 du 19/07/2007, Aile en forme de cône avec des plages de voilure à effets opposés et une propulsion constante [43]
- US Patent[44].

## Différents types de kiteboats
La forme la plus simple du kiteboat est le catamaran. Des kits existent pour transformer un catamaran en kiteboat.
L'embarcation peut également être un kayak,.
Un cas particulier est le SeaQuad, une embarcation amphibie capable d'aller sur l'eau et de rouler sur la plage.
Les cargos tirés par les cerfs-volants de SkySails, ou Beyond the sea (projet) ne peuvent être considérés que partiellement comme des kiteboats, car le cerf-volant n'est pas le moyen principal de propulsion.
Les cerfs-volants peuvent également être utilisés comme moyen de propulsion de secours,.
Un cas extrême du kiteboat est l'aile d'eau, qui utilise une paravane. Le projet Dared est un tripode utilisant aussi un système de paravanes traversantes.
Les plus grands kiteboats atteignent des vitesses supérieures à 30 ou 40 kn, et pourraient battre des records océaniques.
Sur les bateaux à taille humaine, le pilotage peut se faire au moyen d'un palonnier, comme sur le SeaQuad, ou au moyen d'une barre manuelle. Sur les plus petites embarcations, le pilotage peut également se faire grâce au déplacement du poids des équipiers (influent sur la position du centre de dérive) ou de la position du point de tire du cerf-volant (comme en planche à voile).

Sur les grands bateaux, tout devra être mécanisé et informatisé, avec probablement radio-contrôle pour diminuer le nombre de lignes.

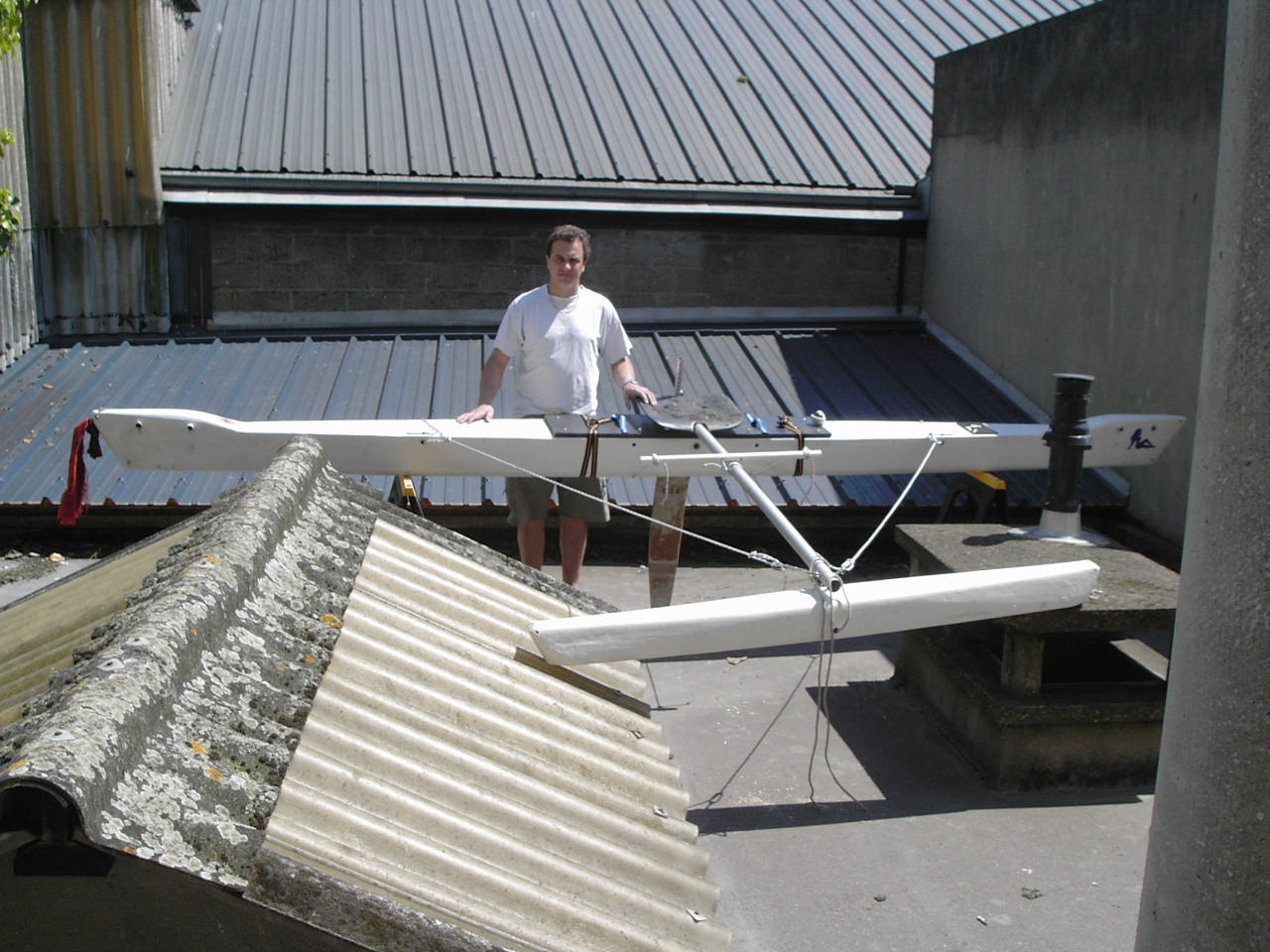
Exoplane de Didier Costes emis en état par Stephane Rousson
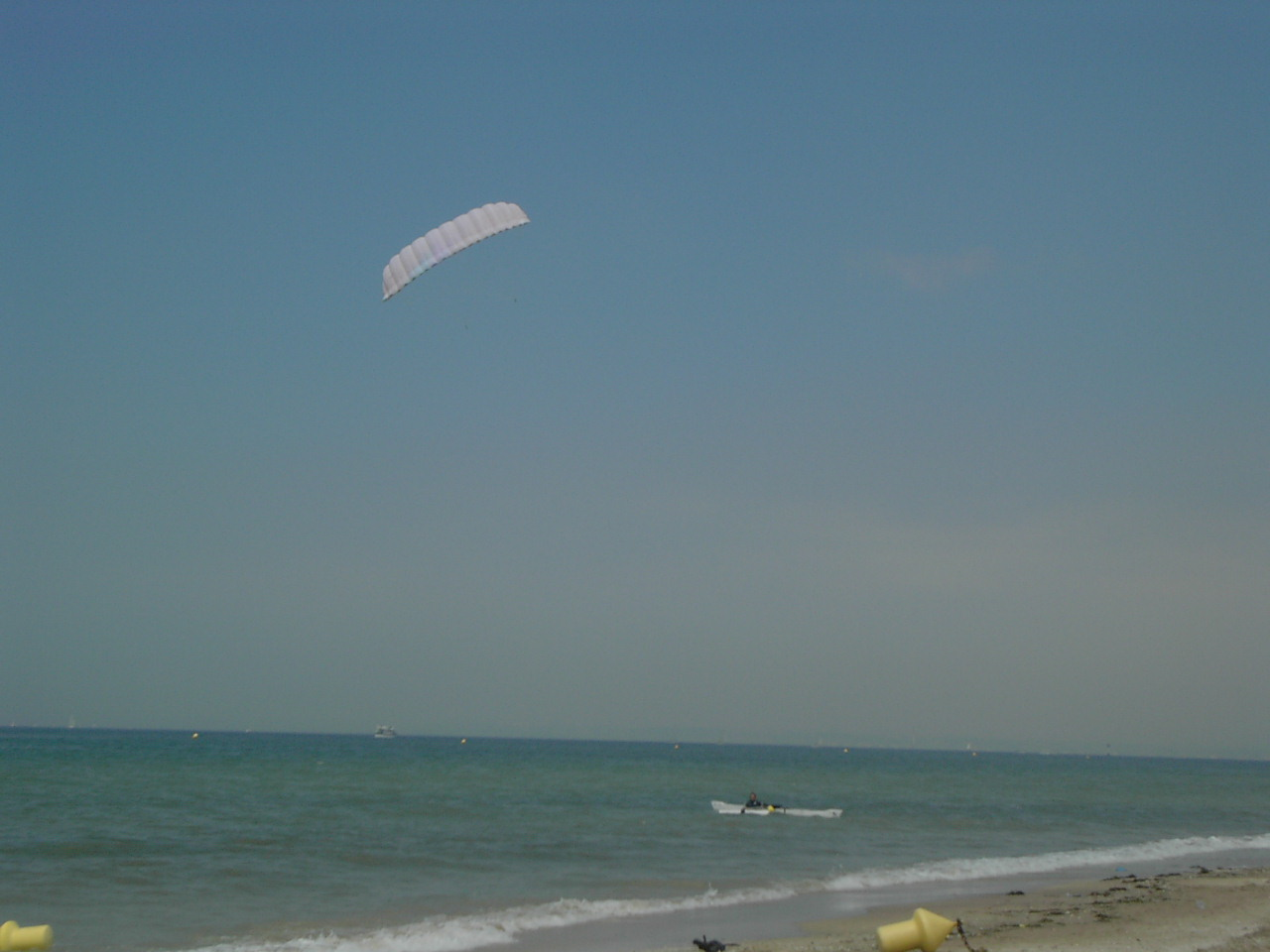
Essai de l'exoplane de Didier Costes avec une voile de Kitesurf par Stephane Rousson